# Brunon Bigus
Brunon Bigus ps. „111”,„Gryf”,„Maćko” (ur. 1914, zm. ?) – pedagog, komendant powiatowy, członek Rady Naczelnej Tajnej Organizacji Wojskowej „Gryf Pomorski”, pod koniec okupacji członek AK.

## Życiorys
Urodził się 3 czerwca 1914 r. w Gowidlinie jako syn Marcina i Klementyny. W 1936 ukończył seminarium nauczycielskie w Wejherowie. W latach 1936–37 pracował w szkole powszechnej w Tuchlinie, w latach 1937–38 w szkole zawodowej w Kartuzach. W 1938 otrzymał pracę w szkole powszechnej w Bazarach w pow. oszmiańskim. W lipcu 1939 r. otrzymał powołanie do szkoły podchorążych obrony narodowej przy 4.DP w Brodnicy. W końcu sierpnia 1939 r. szkolna kompania Brunona Bigusa została przeniesiona w rejon Lwowa i brała udział w jego obronie. Uciekając z transportu kolejowego 23 października 1939 r. uniknął niewoli, następnie przedostał się na Pomorze do Gowidlina. Tutaj w rodzinnych stronach zorientował się, że nauczyciele są obiektem terroru.
Dnia 10 października 1939 r. został poinformowany, że ma się zgłosić na posterunek żandarmerii. W związku z tym wraz z bratem Rudolfem ukrył się u rodziny na terenie powiatu kartuskiego. W początkowym okresie konspiracji wraz z bratem zbierali broń ukrytą po walkach 1939 r. Później kolportowali własne ulotki wśród zaufanych osób na podstawie informacji uzyskanych z nasłuchów radiowych zagranicznych rozgłośni. Wybudowali też w okolicach Bukowej Góry na Pomorzu schron w którym ukrywali się.
W 1941 r. poprzez Józefa Stolca z Sulęczyna skontaktował się z członkami TOW „Gryf Kaszubski”, a później TOW „Gryf Pomorski” i wstąpił do tej organizacji. W 1941 pełnił funkcję zastępcy komendant pow. kartuskiego. Od lipca 1942 r. został komendantem pow. kartuskiego. Zwerbował blisko 100 członków „Gryfa” m.in. Józefa Patokę, Władysława Chrzanowskiego, Bernarda Gruczę, ks. Franciszka Gruczę, Leona Gruczę z Gowidlina, Juliusza Koszałkę z Rębnicy. Z polecenia kierownictwa „Gryfa” załatwiał również sprawy organizacyjne na terenie powiatów tucholskim, chojnickim i kościerskim.
Jako miejscowemu komendantowi podlegał oddział partyzancki w bunkrze Ptasia Wola zlokalizowany nad jeziorem Lubygość. Do zadań owego oddziału należała ochrona komendy powiatowej TOW „Gryf Pomorski” oraz wykonywanie wyroków na zdrajcach i Niemcach.
Po wojnie Brunon Bigus został współorganizatorem Milicji Obywatelskiej w Gowidlinie oraz szkoły podstawowej, której później był kierownikiem. Na emeryturę przeszedł w 1974 r.